# Stuttgardia
Die Stuttgardia ist eine allegorische Figur und als Schutzgöttin der Stadt Stuttgart gedacht, ein im 19. Jahrhundert in vielen Städten wiederbelebter mittelalterlicher Brauch. Diese weiblichen Stadt-Allegorien orientieren sich am Vorbild der antiken Göttin der „glücklichen Fügung“. Sie sollten nach außen Selbstverständnis und Stolz der Bewohner einer Stadt repräsentieren. Typischerweise verfügten diese Skulpturen über eine Stadtkrone, ein Füllhorn sowie ein Stadtwappen. In Stuttgart gab es zwei Stuttgardia-Skulpturen an hervorgehobenen Stellen im Stadtbild.

## Stuttgardia-Brunnen

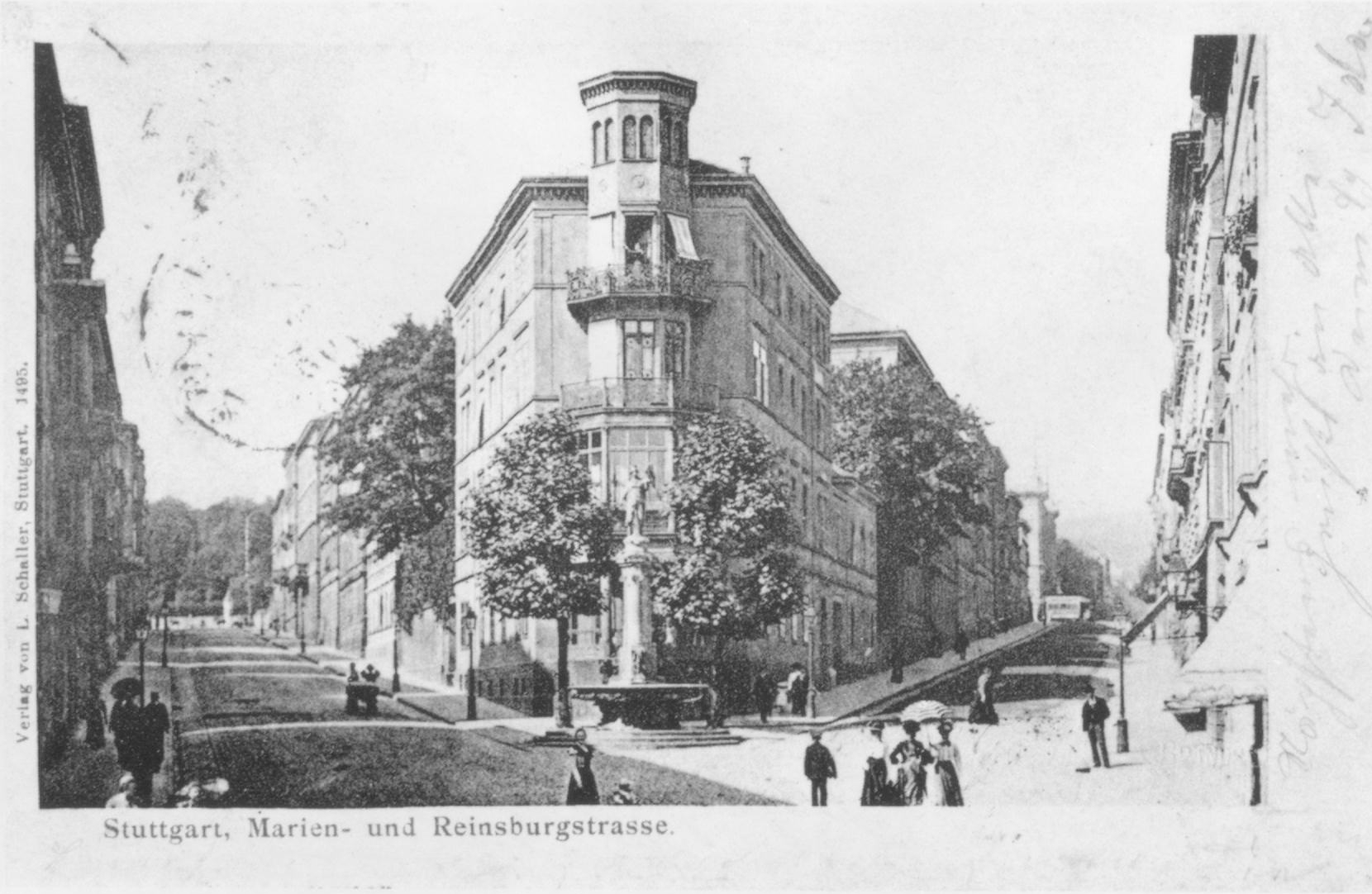
Stuttgardia-Brunnen, 1900

1864 wurde auf Anregung des Verschönerungsvereins Stuttgart der Stuttgardia-Brunnen aufgestellt, zeitgenössisch auch Stuttgartia-Brunnen genannt. Der Brunnen bildete den Abschluss der spitzen Ecke zwischen Reinsburgstraße und Marienstraße (heute vor dem Gebäude Reinsburgstraße 1). Das Bronze-Standbild der Stuttgardia schuf der Bildhauer Ernst Rau, den Guss führte Wilhelm Pelargus aus. Im Zweiten Weltkrieg wurde der Brunnen zerstört. Heute (2017) befindet sich an dieser Stelle eine ehemalige Tankstelle mit einem Autopflegebetrieb.

## Stuttgardia-Skulptur am Rathaus

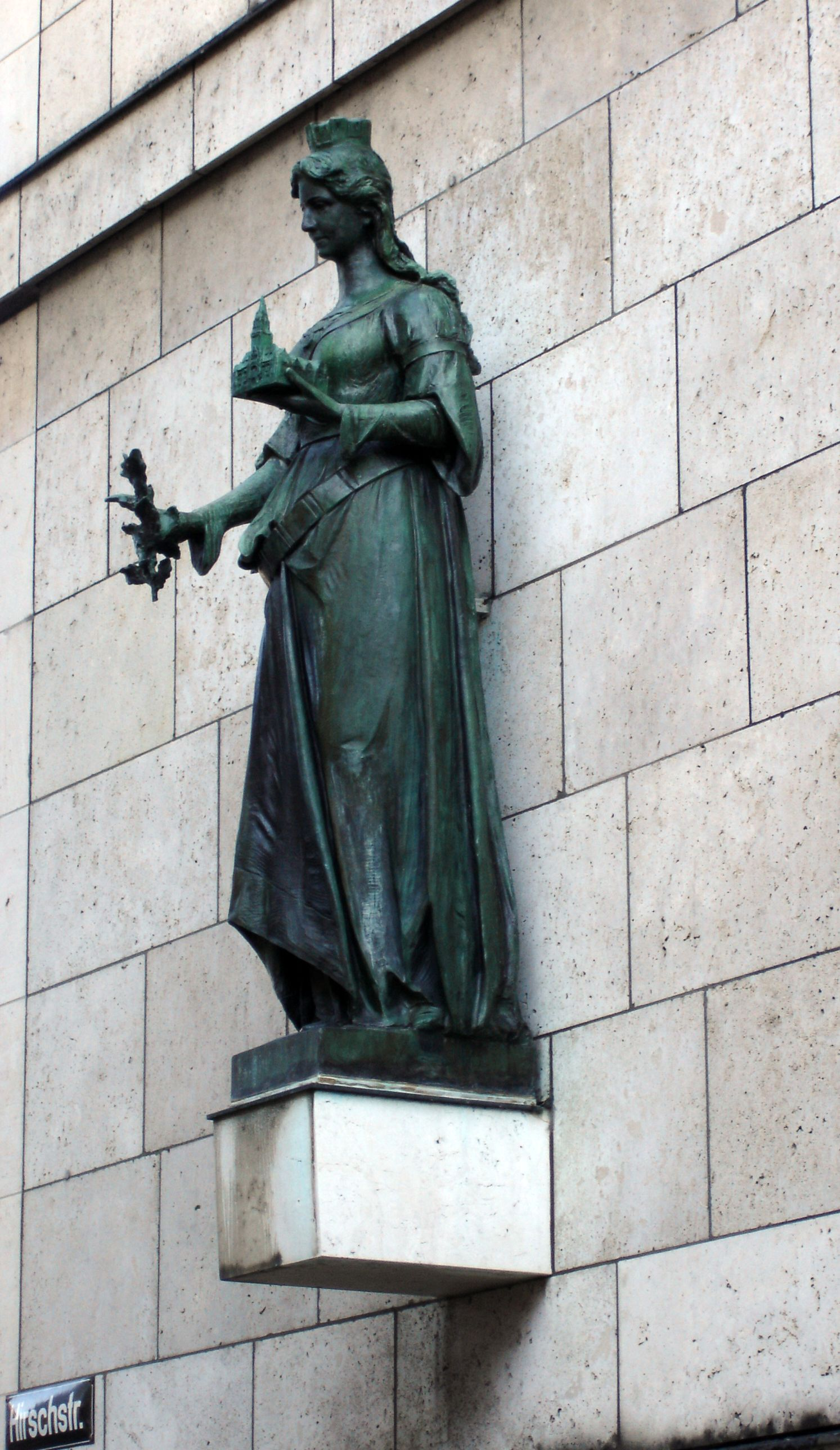
Stuttgardia am Rathaus

Zu Beginn des 20. Jahrhunderts plante die Stadt Stuttgart den Bau eines neuen Rathauses. Im Zuge der Planung erhielt der Stuttgarter Hofbildhauer Heinz Fritz (1873–1927) den Auftrag, eine Stuttgardia-Skulptur als Bauschmuck zu erstellen. Am 1. April 1905 wurde das Rathaus samt der Stuttgardia an seinem Hauptportal eingeweiht. Durch die Bombenangriffe im Zweiten Weltkrieg wurde der Bau zu großen Teilen zerstört und nach dem Krieg abgerissen. Die unversehrte Stuttgardia wurde am 23. April 1953 an der Rathausruine abgebaut und zunächst im städtischen Lapidarium gelagert. 1968 wurde sie an der Seitenfassade des 1956 erbauten neuen Rathauses angebracht, an der Ecke Hirschstraße / Marktplatz.
Bei dieser Stuttgardia handelt es sich um ein 2,41 Meter hohes und 120 Kilogramm schweres Bronze-Standbild. Als Modell für die Skulptur wählte Fritz die jüdische Stuttgarterin Else Weil (1884–1955, seit 1905 verheiratet mit dem Rechtsanwalt Hermann Wallach). Die Stuttgardia hält statt Füllhorn und Wappen in der linken Hand ein Modell des (alten) Rathauses und in der rechten einen Eichenzweig, da Eichenlaub ein traditionelles Symbol Deutschlands ist.